# Panowie sytuacji
Panowie sytuacji – debiutancka płyta dancehallowego zespołu Ri!Codeh.

## Lista utworów
1. „Intro”
2. „Virus”
3. „Panny do wzięcia”
4. „Panowie sytuacji”
5. „Gdy nagle zmienia się twój świat”
6. „Nic bez przyczyny”
7. „Moje menu”
8. „Powiedz (cut version)”
9. „W dźwiękach”
10. „Emocje”
11. „Vehicle”
12. „Nic zbyt łatwo”
13. „Czy jest taka cena”
14. „Kieruje uśmiech”
15. „Wyobraźnia”
16. „Outro”